# Rai World
Rai World è stata la società del gruppo Rai che si occupava della distribuzione radiotelevisiva all'estero.

## Storia
Nota fino al 10 marzo 2011 come Newco Rai International, Rai World è nata come successore di Rai International e si occupava di distribuire nel mondo i canali Rai per l'estero attraverso sistemi di trasmissione satellitari, cavo e web, ottimizzando e rilanciando la presenza della Rai nei cinque continenti.
Dal 1º gennaio 2012, in seguito al piano "Salva Rai" approvato all'unanimità dal CdA, non ha più prodotto contenuti propri, limitandosi a ritrasmettere i migliori contenuti Rai. In passato Rai World produceva anche canali tematici autofinanziati come Salute! e Yes Italia, entrambi chiusi rispettivamente a marzo 2010 e a gennaio 2012.
Il 5 giugno 2014, la Rai ha deciso di chiudere Rai World a causa dei bilanci in passivo, causati dal crollo degli abbonati da 450.000 a poco più di 13.000. A svolgere le sue funzioni è successivamente stata costituita la società Rai Com.